# IC 1982
IC 1982 ist eine Spiralgalaxie vom Hubble-Typ Sab im Sternbild Netz am Südsternhimmel.
Entdeckt wurde das Objekt am 8. Dezember 1899 von DeLisle Stewart.